# محمود شيكا
محمود خالد (( شيكا )) كان ناشئ في نادى الزمالك من مواليد 1995 يلعب حالياً في النادي الأوليمبي .
لعب سابقاً في الفئات السنية في نادي الزمالك و بعدها لعب لأندية الاتحاد السكندري و الشرقية و الأسيوطي و بيتروجيت و نادي الشعلة السعودي والنادي الأوليمبي .الوفاه 12/4/2025